# Today We Live
 Today We Live és una pel·lícula estatunidenca del 1933 dirigida per Howard Hawks.

## Argument
Anglaterra, 1916: Un estatunidenc, Richard Bogard, compra com a residència secundària el casal que Diana Boyce Smith acaba d'heretar del seu pare. Els dos joves s'apassionen l'un de l'altre, però Diana accepta no obstant això prometre's amb Claude Hope, un amic d'infantesa que l'estima de fa temps. Ronnie - el germà de Diana - i Claude s'incorporen llavors al seu regiment que combat a França. Diana va al front com a conductora d'ambulància i hi troba els tres homes. Diana confessa llavors al seu germà l'amor que té a l'estatunidenc...

## Repartiment
- Joan Crawford: Diana Boyce Smith
- Gary Cooper: Tinent Richard Bogart
- Robert Young: Tinent Claude Hope
- Franchot Tone: Tinent Ronnie Boyce Smith
- Roscoe Karns: Tinent McGinnis
- Louise Closser Hale: Applegate
- Rollo Lloyd: Major Robert Mosely
- Hilda Vaughn: Eleanor